# Renda líquida enviada ao exterior
A Renda Líquida Enviada ao Exterior (RLEE) diz respeito à diferença entre o pagamento pelo uso de fatores de produção estrangeiros utilizados internamente e o pagamento recebido pelo uso de fatores nacionais no exterior. De maneira simplificada, tem-se que Renda Líquida Enviada ao Exterior = Renda Enviada ao Exterior - Renda Recebida do Exterior.
Na prática, países cujas empresas apresentam alto grau de internacionalização e pouca presença de empresas estrangeiras em seu território tendem a ter resultado negativo na Renda Líquida Enviada ao Exterior, uma vez que, em princípio, esses países recebem mais renda do exterior do que enviam. Por outro lado, países com elevada presença de empresas estrangeiras e cujas companhias nacionais são pouco internacionalizadas tendem a ser exportadoras de renda, tendo resultado da RLEE positivo.
A Renda Líquida Enviada ao Exterior é incluída no cálculo do Produto Nacional Bruto, uma vez que esse é o resultado de todas as riquezas produzidas pelos fatores de produção nacionais, independente de onde estão localizados.